# Sooke
Sooke est une municipalité de district située dans le sud de l'île de Vancouver, en Colombie-Britannique, au Canada.

## Démographie
| 2001  | 2006  | 2011   | 2016   |
| ----- | ----- | ------ | ------ |
| 8 735 | 9 704 | 11 435 | 13 001 |